# PKS Gdańsk-Oliwa
PKS Gdańsk-Oliwa SA – jedno z największych przedsiębiorstw transportowych w województwie pomorskim. Główną działalnością spółki jest transport i spedycja międzynarodowa oraz krajowa.

## Historia
Początki przedsiębiorstwa sięgają 1966 roku, kiedy w Gdańsku powstał oddział Krajowej Państwowej Komunikacji Samochodowej. W latach 90. XX wieku rozpoczęto procesy prywatyzacyjno-restrukturyzacyjne. Rok 1995 był dla przedsiębiorstwa przełomowy. Wówczas z dawnego przedsiębiorstwa państwowego wyłoniono nową spółkę – Przedsiębiorstwo Przewozu Towarów PKS Gdańsk – Oliwa SA.

## Działalność
PKS Gdańsk-Oliwa SA to przedsiębiorstwo świadczące usługi transportowe. Obszarem działalności przedsiębiorstwa jest kraj i cała Europa. Obecnie PKS Gdańsk-Oliwa SA dysponuje ponad 200 pojazdami. Średni wiek każdego pojazdu to około 2 lata. Siedziba spółki mieści się w Gdańsku. Przedsiębiorstwo ma trzynaście oddziałów:
- Oddział Kwidzyn
- Oddział Łódź
- Oddział Szczecin
- Oddział Świecie
- Oddział Warszawa
- Oddział Wrocław
- Oddział Poznań
- Oddział Olsztyn
- Oddział Chorzów
- Oddział Białystok
- Oddział Tarnów
- Oddział Radom
- Oddział Lublin
- Oddział Kraków
- Oddział Słubice

### Tabor
Flota przedsiębiorstwa składa się z pojazdów własnych i środków transportu stałych przewoźników, łącznie ponad 200 samochodów ciężarowych o zróżnicowanym przeznaczeniu i zdolności przewozowej. Wszystkie pojazdy będące własnością firmy PKS Gdańsk-Oliwa SA spełniają normę Euro 6.
W skład floty obecnie wchodzą:
Ciągniki siodłowe typu low deck:
- SCANIA R410 4x2 Streamline Highline

- SCANIA R450 4x2 Streamline Topline

- Mercedes-Benz Actros 1845 4x2 MegaSpace

- Volvo FH 500 4x2 Globetrotter XL

Naczepy typu mega:

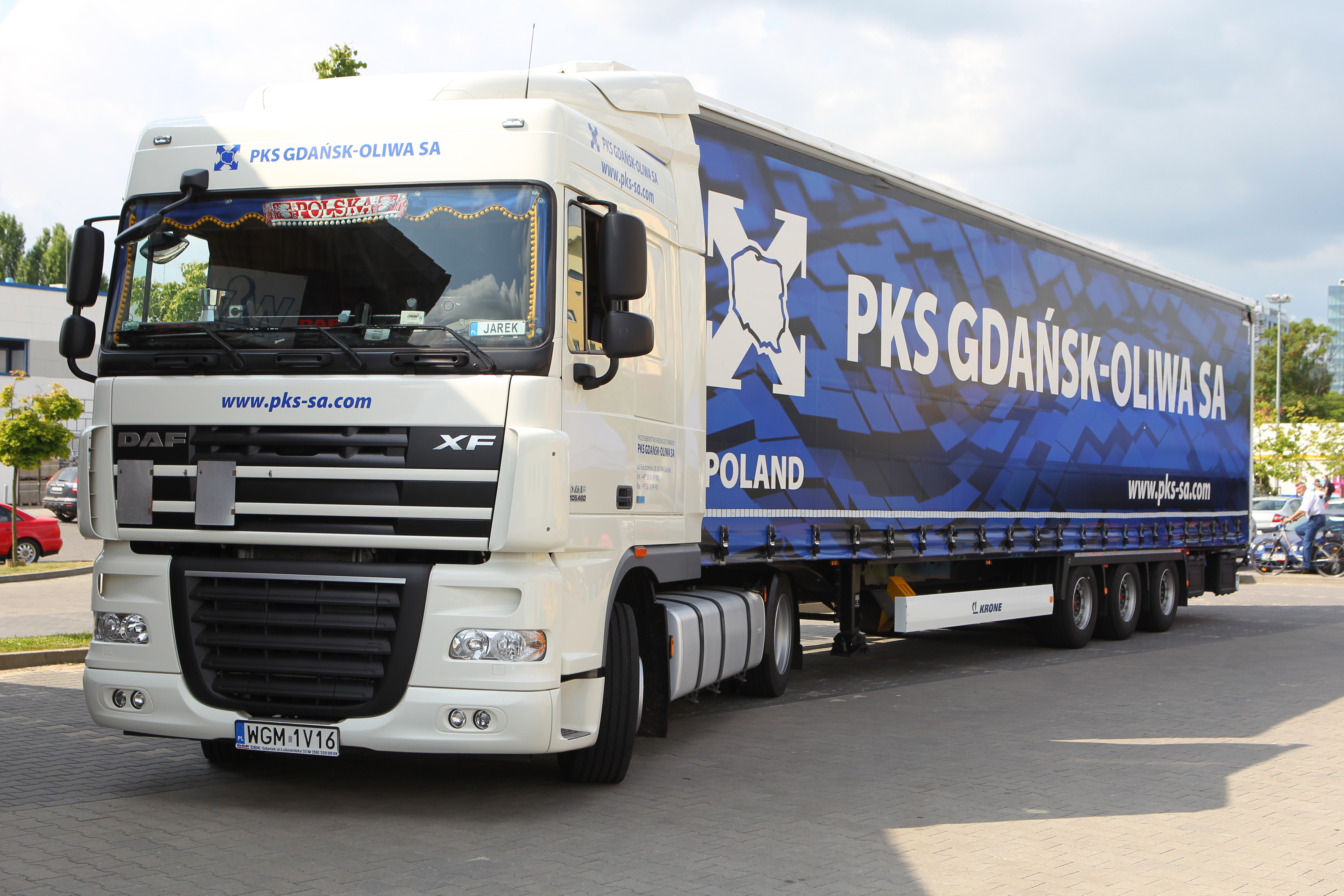
Tabor PKS Gdańsk-Oliwa SA

- naczepy marki KRONE o wymiarach ładunkowych: 13,62x2,48x3,00 z podnoszonym dachem, o ładowności 24 000 kg.
- naczepy marki SCHMITZ o wymiarach ładunkowych: 13,62x2,48x3,00 z podnoszonym dachem, o ładowności 24 000 kg.
- naczepy marki WIELTON o wymiarach ładunkowych: 13,62x2,48x3,01 z podnoszonym dachem, o ładowności 24 000 kg.

Naczepy typu izoterma:
- wszystkie naczepy marki SCHMITZ o wymiarach ładunkowych: 13,55x2,46x2,55 i ładowności 24 000 kg. Naczepy te dają możliwość ładowania na dwóch poziomach ładunków, bez możliwości piętrowania.

## PKS Gdańsk-Oliwa SA jako turkusowa organizacja
W lipcu 2017 roku PKS Gdańsk-Oliwa SA jako pierwsze przedsiębiorstwo w branży TSL oficjalnie rozpoczął proces zmian w strukturze firmy, tj. przekształcenia w turkusową organizację.